# Игнатий (Бузин)
Епископ Игнатий (в миру Константин Юрьевич Бузин; род. 21 июня 1973, Кривой Рог, Днепропетровская область) — запрещённый в служении архиерей Русской православной церкви, епископ Армавирский и Лабинский (2014—2020).

## Биография
Родился 21 июня 1973 года в городе Кривой Рог в семье служащих. В 1980 году семья переехала в город Геленджик.
В 1980—1988 годах обучался в средней школе № 1 Геленджика, в 1988—1991 годах — в Новороссийском медицинском училище. В 1987—1991 годах исполнял различные послушания в храмах Геленджика и Новороссийска.
В 1991—1995 годах обучался в Санкт-Петербургской духовной семинарии, пятый класс которой окончил в 2005 году. С 2005 по 2008 год обучался в Санкт-Петербургской духовной академии, которую окончил со степенью кандидата богословия, защитив диссертацию на тему «Богословские и исторические аспекты богослужения Постной Триоди».

### Монашество, священническое служение
В 1993 году митрополитом Санкт-Петербургским и Ладожским Иоанном назначен на должность казначея Свято-Троицкой Сергиевой Приморской мужской пустыни Санкт-Петербурга.
22 января 1994 года в храме Санкт-Петербургских духовных школ архимандритом Кириллом (Начисом) пострижен в монашество с наречением имени Игнатий в честь святителя Игнатия Брянчанинова.
3 февраля 1994 года в храме Александра Невского в Красном Селе епископом Тихвинским Симоном рукоположён во иеродиакона.
7 апреля 1994 года митрополитом Санкт-Петербургским и Ладожским Иоанном в Троицком соборе Александро-Невской лавры рукоположён во иеромонаха.
С 1995 года — благочинный Свято-Троицкой Сергиевой Приморской мужской пустыни. 10 сентября 2002 года освобождён от должности благочинного Свято-Троицкой Сергиевой Приморской пустыни и назначен штатным иеромонахом Александро-Невской лавры Санкт-Петербурга.
15 октября 2002 года назначен управляющим подворьем Коневского Рождество-Богородичного мужского монастыря города Приозерска Ленинградской области.
29 марта 2004 года в Казанском кафедральном соборе Санкт-Петербурга митрополитом Санкт-Петербургским и Ладожским Владимиром возведён в сан игумена.
21 апреля 2005 года назначен благочинным Успенского Тихвинского Богородичного мужского монастыря в Тихвине Ленинградской области.
В 2004—2007 годах — член епархиального совета Санкт-Петербургской епархии.
5 мая 2008 года назначен настоятелем Антониево-Дымского мужского скита Ленинградской области. После преобразования скита в монастырь, на основании решения Священного синода от 6 октября 2008 года, утверждён 21 октября его настоятелем. 21 ноября 2008 года митрополит Санкт-Петербургский и Ладожский Владимир вручил игуменский жезл. 5 августа 2009 года назначен также настоятелем и председателем приходского совета подворья Антониево-Дымского монастыря — Покровской церкви на Боровой улице Санкт-Петербурга. В июне 2012 года добился передачи исторического здания храма Санкт-Петербургской епархии Русской православной церкви.
11 октября 2010 года назначен духовником Введенского женского монастыря города Тихвина Ленинградской области.
В апреле 2013 года назначен членом епархиального совета Тихвинской епархии и председателем аттестационной комиссии Тихвинской епархии; с августа 2013 года — председатель богослужебной комиссии.

### Архиерейство
19 марта 2014 года решением Священного синода избран епископом Армавирским и Лабинским (Кубанская митрополия). 21 марта в Покровском храме подворья Антониево-Дымского монастыря в Санкт-Петербурге епископом Тихвинским и Лодейнопольским Мстиславом (Дячиной) возведён в сан архимандрита. 13 апреля в кафедральном соборном храме Христа Спасителя рукоположён в сан епископа. Хиротонию совершили патриарх Московский и всея Руси Кирилл, митрополит Крутицкий и Коломенский Ювеналий (Поярков), митрополит Екатеринодарский и Кубанский Исидор (Кириченко), митрополит Истринский Арсений (Епифанов), епископ Солнечногорский Сергий (Чашин), епископ Кронштадтский Назарий (Лавриненко), епископ Ейский и Тимашёвский Герман (Камалов), епископ Боровичский и Пестовский Ефрем (Барбинягра), епископ Тихвинский и Лодейнопольский Мстислав (Дячина), епископ Новороссийский и Геленджикский Феогност (Дмитриев), епископ Тихорецкий и Кореновский Стефан (Кавтарашвили).
C 17 по 28 ноября 2014 года в ОЦАД в Москве слушал двухнедельные курсы повышения квалификации для новопоставленных архиереев Русской православной церкви.
18 мая 2020 года решением патриарха Кирилла ввиду наличия «документально аргументированных обвинений» «в церковных правонарушениях, несовместимых с дальнейшим управлением епархиями» до решения Общецерковного суда отстранён от управления епархией. Местом пребывания епископа определён город Краснодар. 25 августа 2020 года Священным синодом Русской православной церкви (журнал № 59) решено освободить от управления Армавирской епархией и до окончательного рассмотрения дела Высшим общецерковным судом местом его пребывания определить Свято-Троицкий Антониево-Дымский мужской монастырь Тихвинской епархии.
3 марта 2021 года Высший общецерковный суд Русской православной церкви, заседая в Москве, рассмотрел дело по обвинению епископа Игнатия (Бузина) в совершении церковных правонарушений и признал его виновным в совершении церковных правонарушений, запретил в священнослужении без права ношения архиерейских одежд и панагии. 8 апреля патриарх Кирилл утвердил решение Высшего общецерковного суда и определил запрещённому в священнослужении Игнатию (Бузину) место пребывания в Свято-Троицком Павло-Обнорском мужском монастыре Вологодской епархии под наблюдением митрополита Вологодского и Кирилловского.